# Czołg

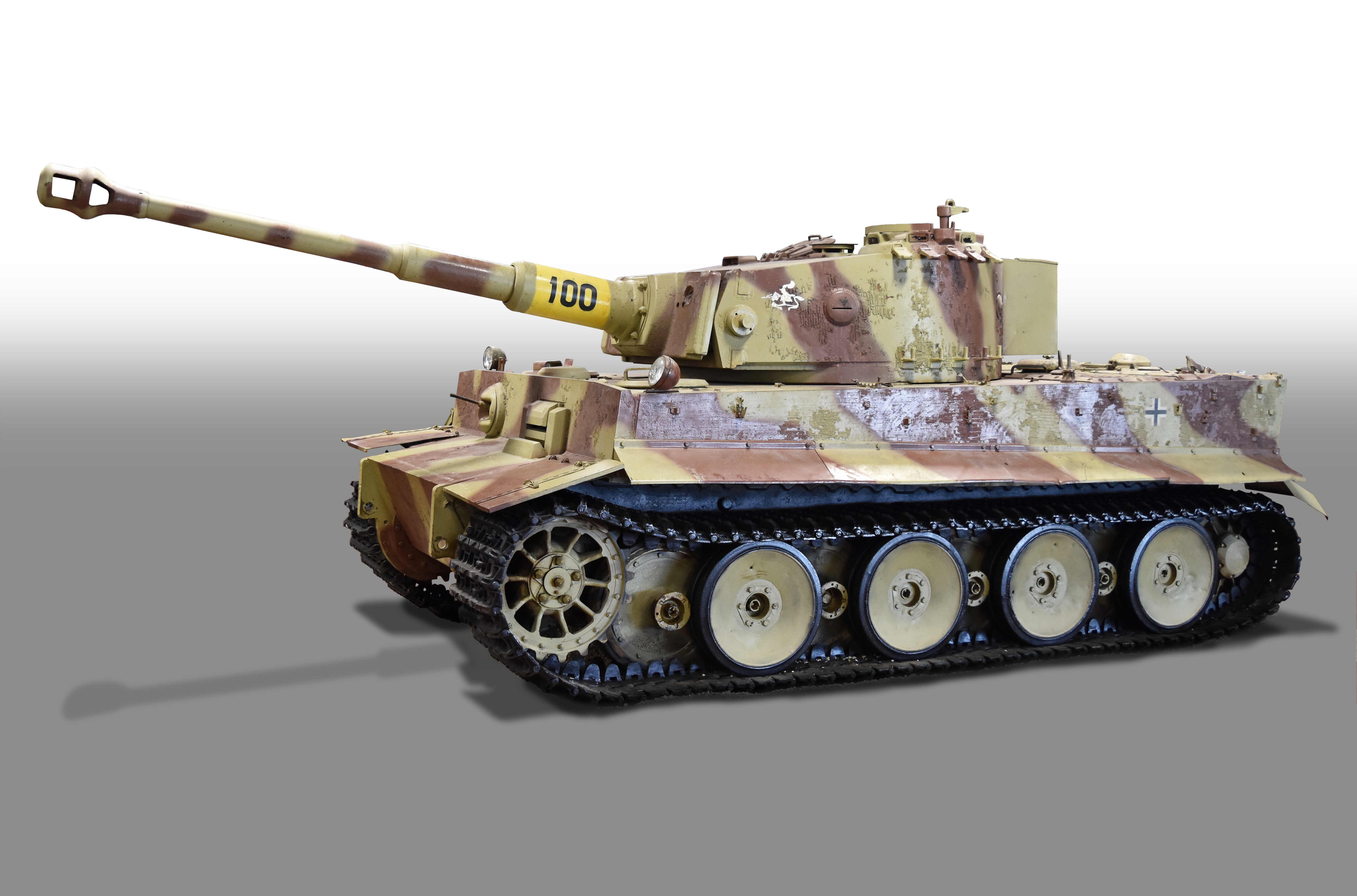
PzKpfw VI Tiger – czołg ciężki z okresu II wojny światowej

Czołg – gąsienicowy wóz bojowy, przeznaczony do walki z siłami przeciwnika na krótkich i średnich dystansach za pomocą ognia płaskotorowego. Ciężki pancerz i duża mobilność zapewniają czołgom przetrwanie na polu bitwy, a napęd gąsienicowy pozwala na przemieszczanie się z dużą prędkością w trudnym terenie. Czołg jest zasadniczym środkiem prowadzenia walki lądowej, zwłaszcza natarcia.
Większość współczesnych czołgów jest uzbrojona w pojedynczą armatę czołgową, umieszczoną w obrotowej wieży oraz w jeden lub więcej karabinów maszynowych. Korpus czołgu wykonany jest z pancernych płyt o zróżnicowanej grubości. Pierwsze czołgi nie posiadały wieży, a ich uzbrojenie artyleryjskie było umieszczone w sponsonach, pierwszym czołgiem o klasycznej i używanej obecnie konstrukcji z obrotową wieżą na kadłubie był francuski Renault FT.
Polska nazwa „czołg” pochodzi od sposobu poruszania pierwszych maszyn, które zdawały się powoli czołgać po ziemi na swoich gąsienicach. Nazwę tę zaproponował por. Władysław Kohutnicki w 1919 roku.

## Konstrukcja

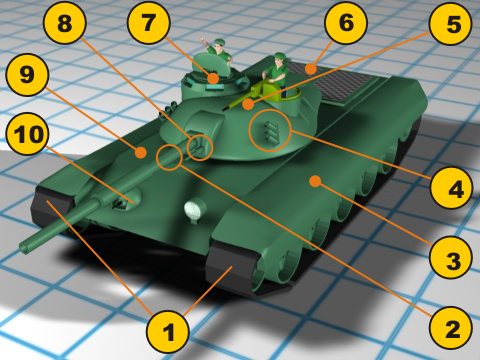
Poszczególne elementy budowy czołgu 1. Napęd gąsienicowy 2. Armata czołgowa 3. Błotniki 4. Wyrzutnie granatów dymnych 5. Przeciwlotniczy wielkokalibrowy karabin maszynowy 6. Przedział silnikowy
7. Wieżyczka dowódcy
8. Czołgowy karabin maszynowy sprzężony z armatą
9. Pochylony pancerz przedni
10. Burtowy karabin maszynowy (niestosowany po II wojnie światowej)

## Klasyfikacja
Przez lata najpowszechniejszy był podział czołgów ze względu na ich masę. W tej klasyfikacji wyróżniano:
- czołgi lekkie – o masie 5–20 t (np. T-26, PzKpfw I, 7TP),
- czołgi średnie – o masie 20–45 t (np. T-34, PzKpfw V Panther, M4 Sherman),
- czołgi ciężkie – o masie powyżej 45 t (np. IS-2, PzKpfw VI Tiger, T26 Super Pershing).
- czołgi podstawowe (bojowe, liniowe) – generacja czołgów wyróżniona po II wojnie światowej, obecnie głównie produkowany model czołgów (np. T-72, Leopard 2, M1 Abrams).

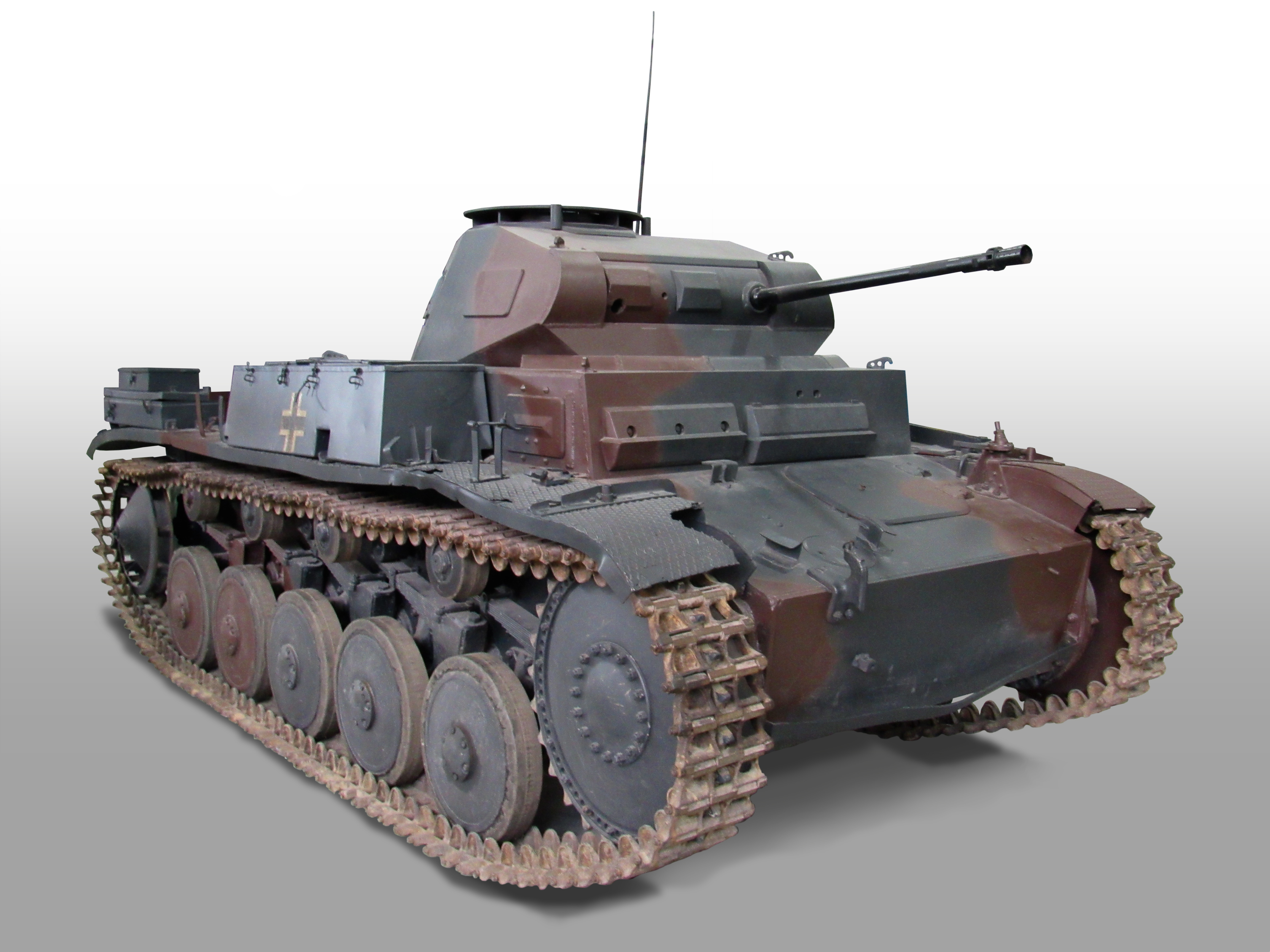
PzKpfw II – czołg lekki
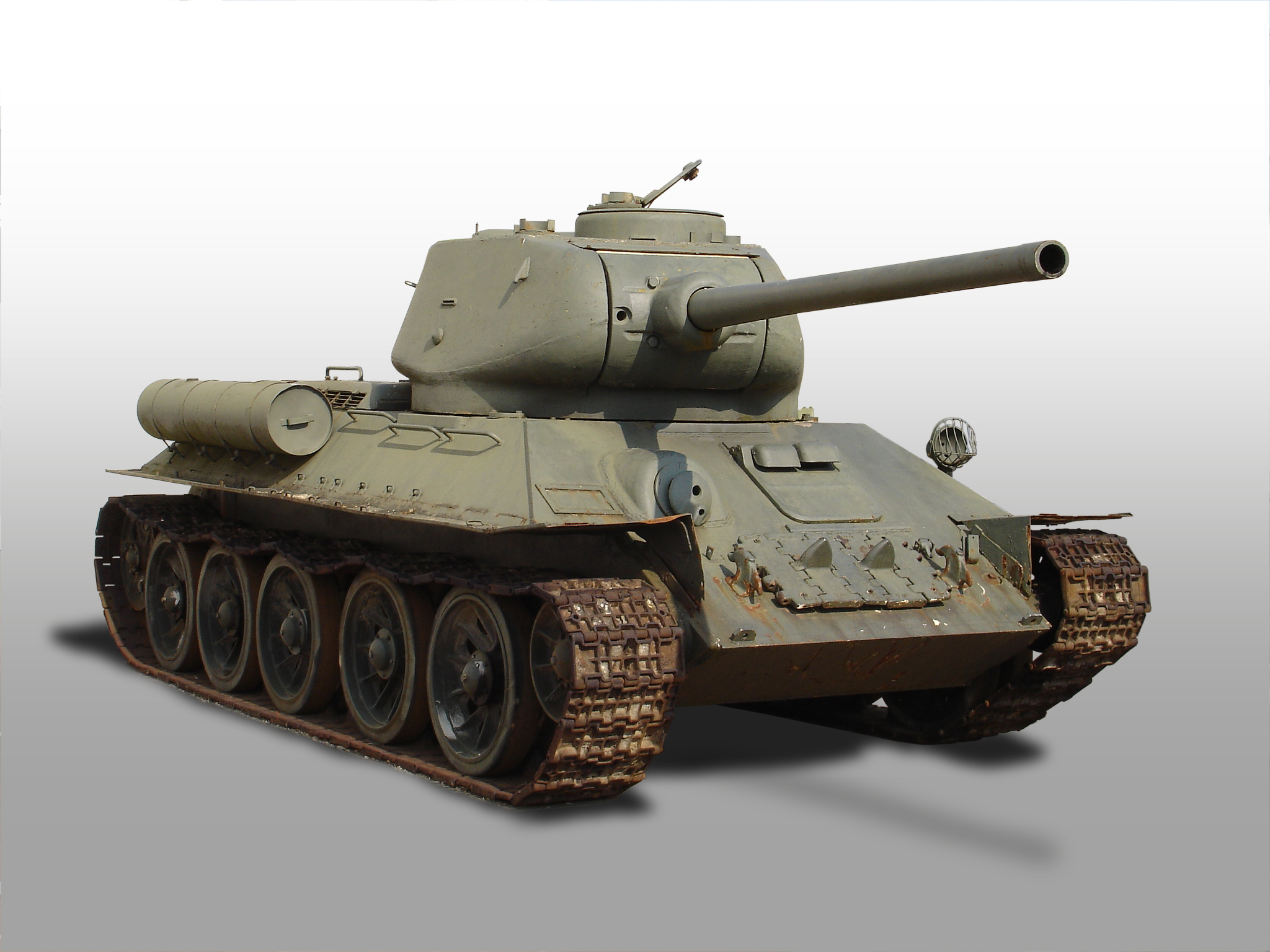
T-34/85 – czołg średni
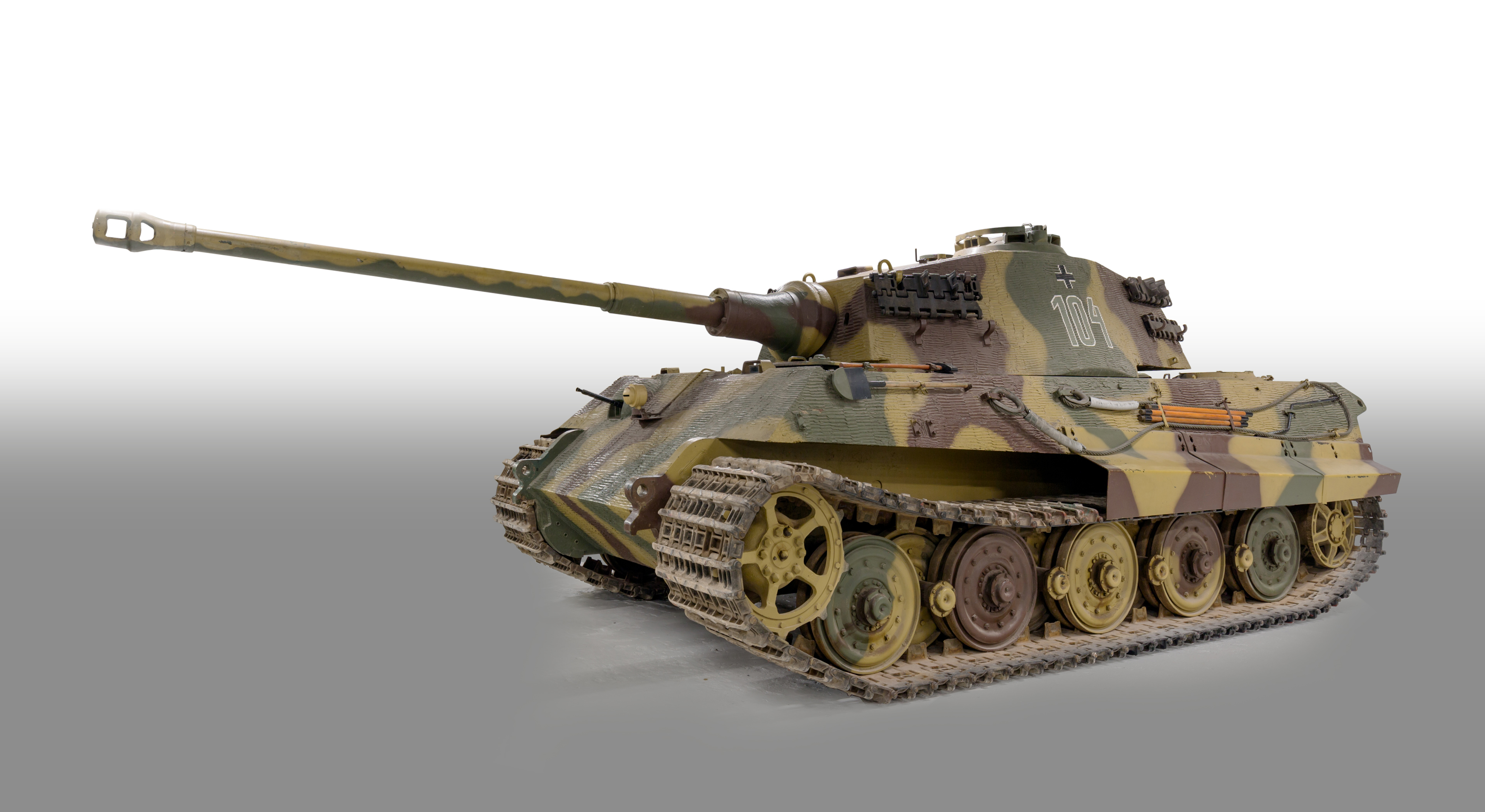
PzKpfw VI B Tiger II – czołg ciężki
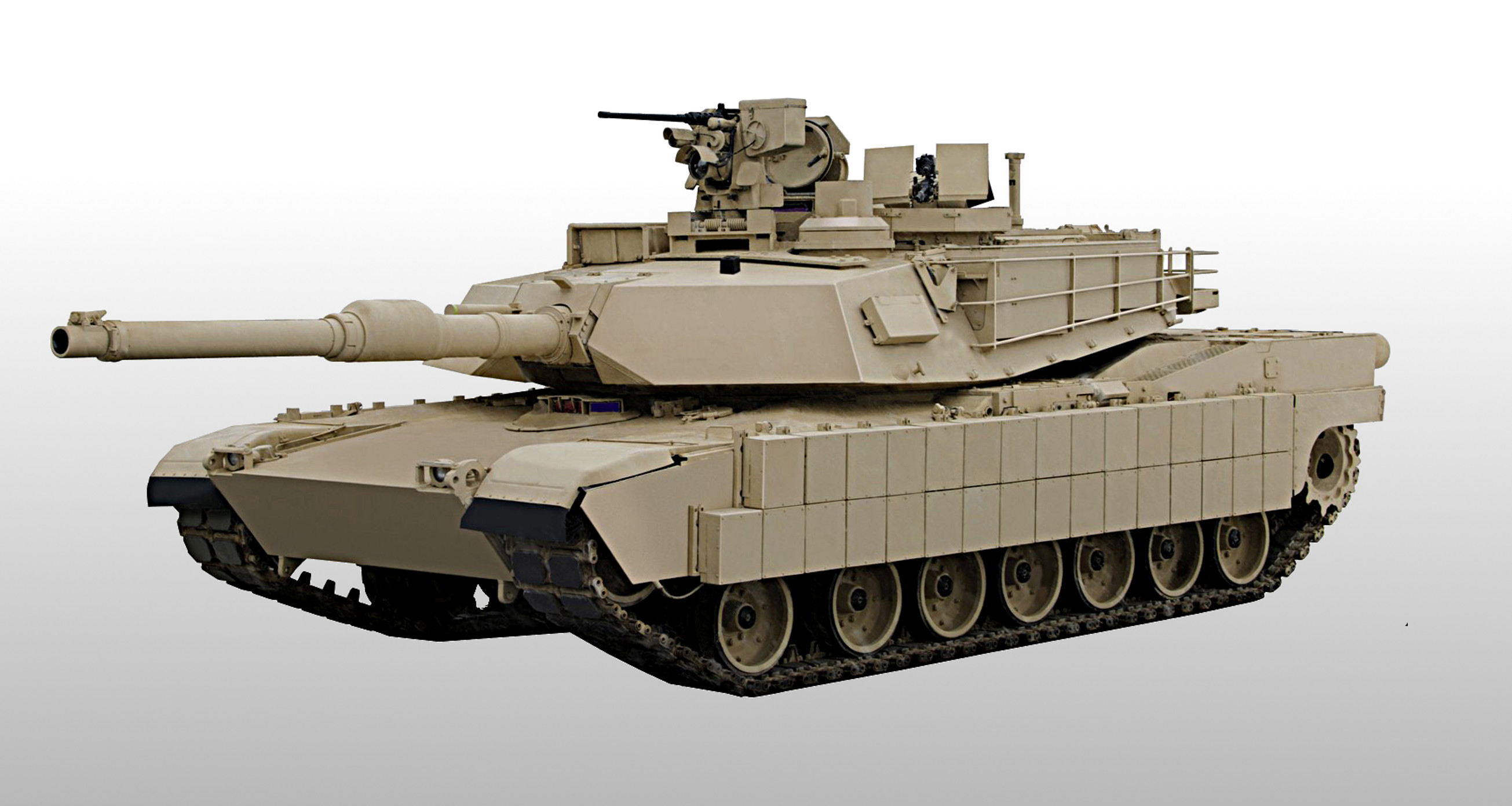
M1 Abrams – czołg podstawowy

Rzadziej uwzględniano podział pod kątem kalibru głównego uzbrojenia:
- czołgi z uzbrojeniem lekkim – kaliber do 50 mm (np. PzKpfw III),
- czołgi z uzbrojeniem średnim – kaliber do 85 mm (np. T-34/85)
- czołgi z uzbrojeniem ciężkim – kaliber do 152 mm (np. KW-2).

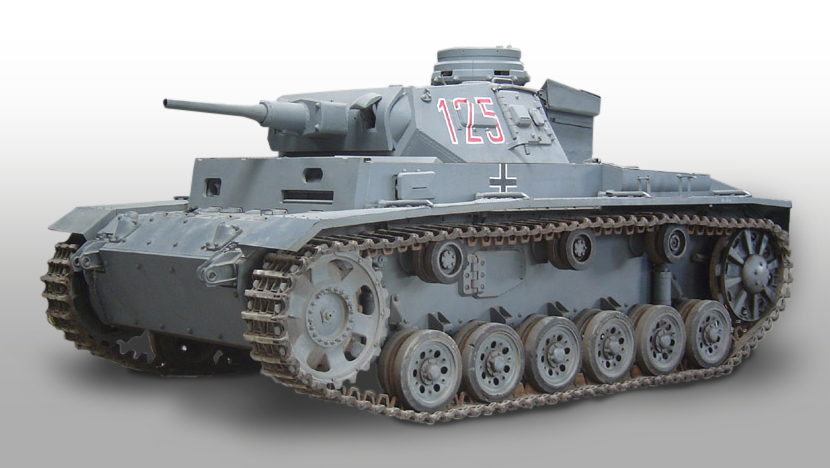
PzKpfw III – czołg z uzbrojeniem lekkim
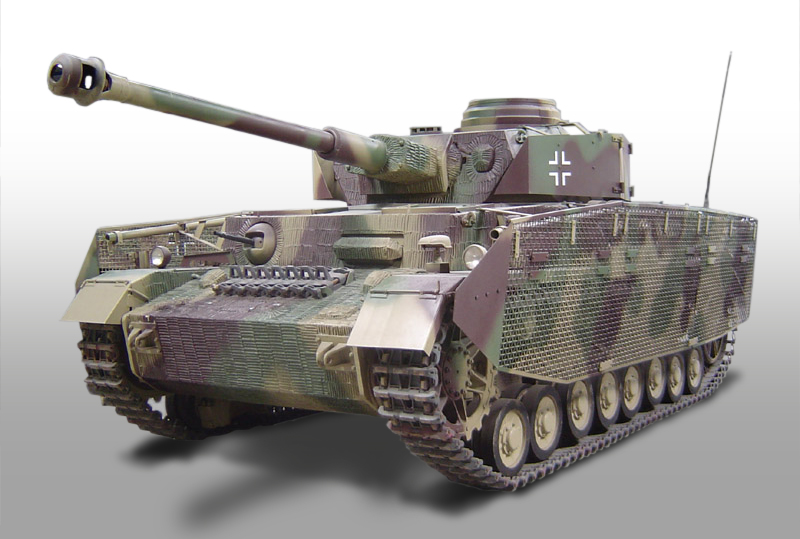
PzKpfw IV – czołg z uzbrojeniem średnim
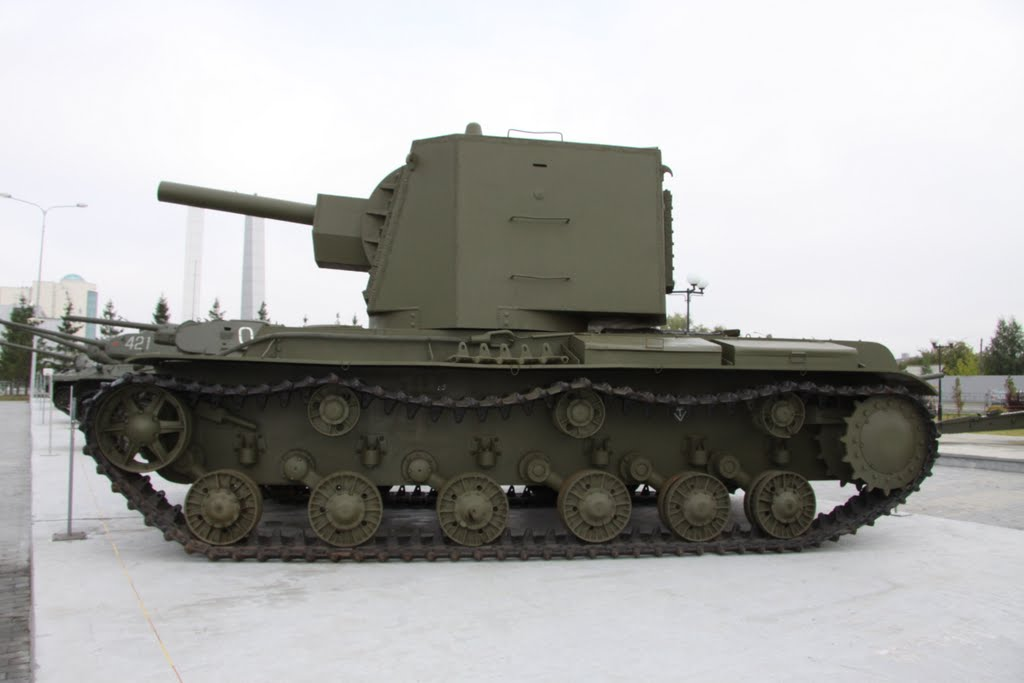
KW-2 – czołg z uzbrojeniem ciężkim

Ze względu na przeznaczenie taktyczne obecnie czołgi dzieli się na:
- czołgi specjalne, przeznaczone, dzięki specjalnemu wyposażeniu do wykonywania zadań specjalnych (czołgi ze specjalnym uzbrojeniem, wyposażeniem), w niektórych armiach wyróżnia się ponadto czołgi powietrznodesantowe.

W praktyce sposoby klasyfikacji czołgów są na ogół umowne i znacznie różnią się względem siebie w poszczególnych armiach, zaś różnice między najnowszymi czołgami średnimi i nieprodukowanymi już czołgami ciężkimi zatarły się.

## Historia

### Początki

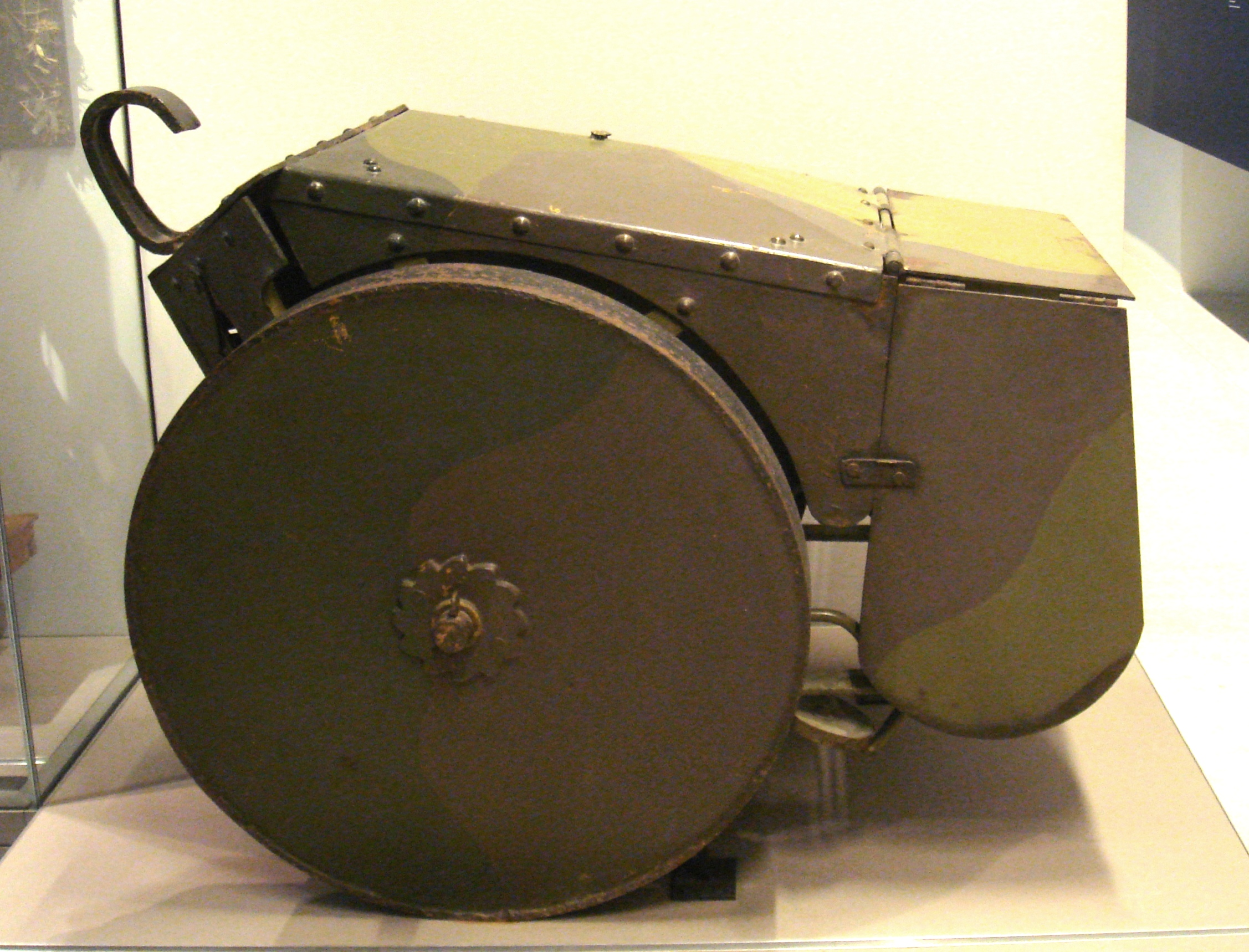
Opancerzona osłona dla nacierającego żołnierza, eksperymentalne urządzenie skonstruowane przez Ententę przed uruchomieniem produkcji czołgów

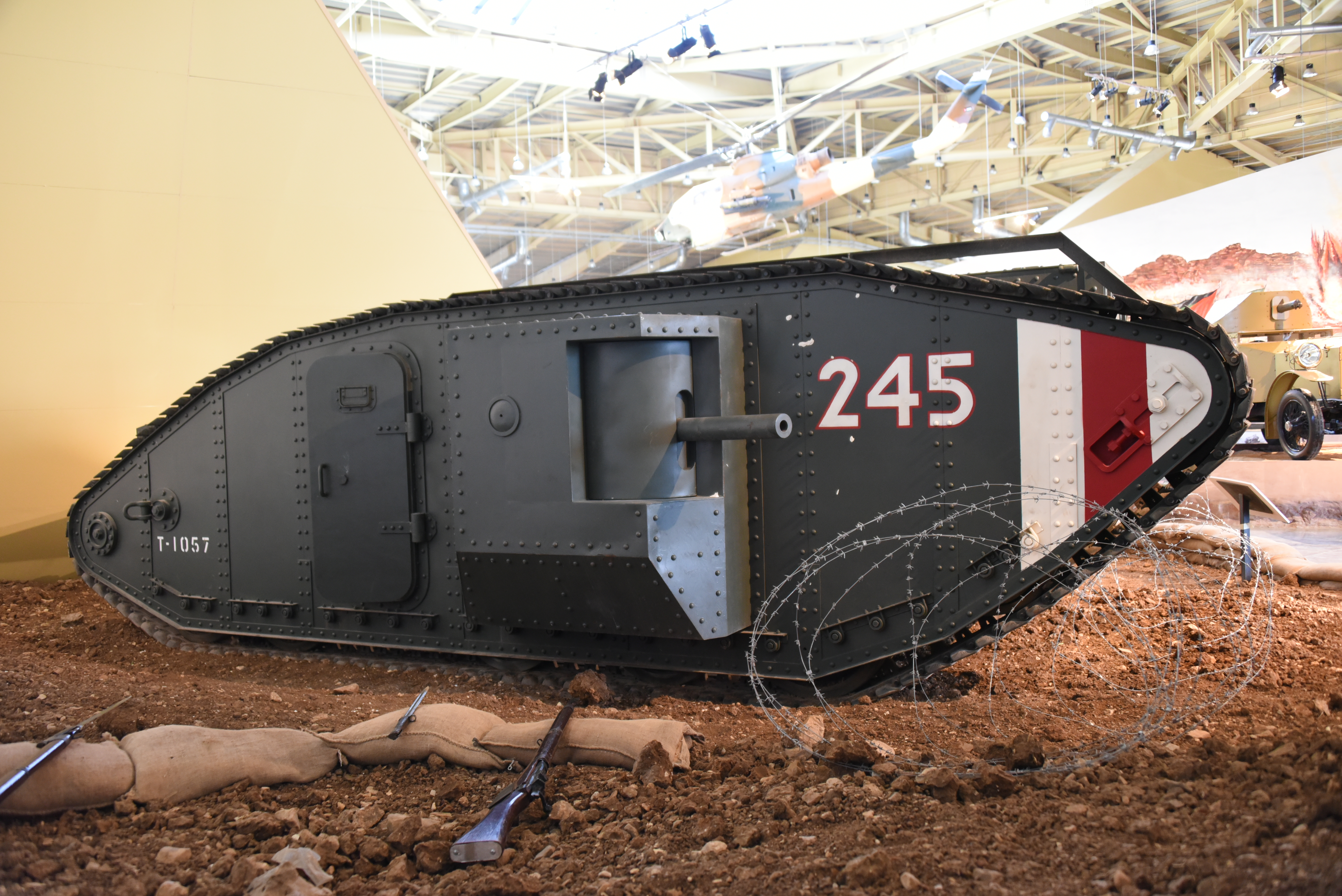
Mark I – pierwszy użyty bojowo typ czołgu

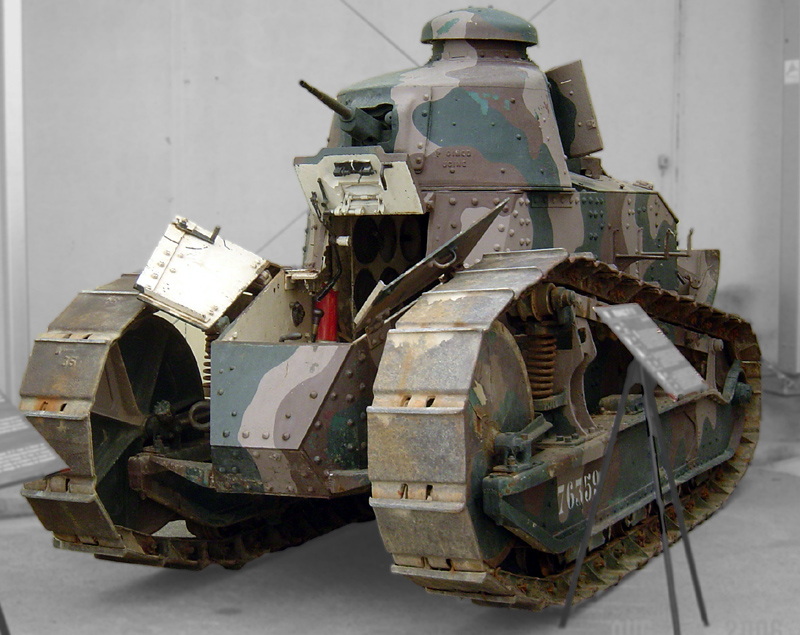
Francuski FT-17 z okresu I wojny światowej

Pierwsze plany pojazdu podobnego do czołgu opracował już w XVI wieku Leonardo da Vinci, jednak dopiero podczas I wojny światowej taki pojazd został wprowadzony do użytku w armii.
Prototyp czołgu opracowano w Anglii w roku 1915, choć pierwszy taki pojazd zaprojektowali już w 1911 Austriak Günther Burstyn i niezależnie od niego australijski inżynier Lancelot De Mole, ale ich pomysły zostały zignorowane przez ówczesny establishment wojskowy.
W czasie I wojny światowej brytyjski pułkownik Ernest Swinton doszedł do wniosku, że skuteczną osłoną atakującej piechoty mógłby być opancerzony traktor na gąsienicach. Dzięki poparciu Winstona Churchilla powstał pojazd nazwany „Big Willy”. Osiągał prędkość 3,2 km/h przy wadze 18,3 tony i długości ponad 4 m (z tylnymi kołami pomocniczymi długość wyniosła 8 m), a co najważniejsze, był w stanie przejechać przez okopy i rowy strzeleckie o szerokości do 1,35 m. Z racji podobieństwa „Willy’ego” do zbiornika na benzynę i w celu zmylenia wywiadu niemieckiego pułkownik Swinton nadał maszynie kryptonim „tank”, czyli dosłownie zbiornik. Nazwa ta do dzisiaj w wielu językach oznacza czołg.
W przeszłości używane było też w innych państwach, w tym w Polsce w latach 20. XX wieku. Od słowa tank pochodzi też tankietka (ang. tankette).
Pierwsze czołgi, oznaczone Mark I, zostały użyte bojowo w 1916 roku przez Brytyjczyków w bitwie nad Sommą w roli wsparcia piechoty. Pierwsze zmasowane natarcie czołgów miało miejsce podczas bitwy pod Cambrai.
Pierwsze czołgi brytyjskie przypominały opancerzone skrzynie, opasane z dwóch stron metalowymi gąsienicami. Nowy rodzaj mechanizmu jezdnego umożliwiał pokonywanie trudnych przeszkód, w tym okopów, a także miażdżenie zasieków z drutu kolczastego. Pierwsze czołgi były maszynami bardzo prymitywnymi. Aby wykonać ostry skręt, wymagały skoordynowanej pracy czterech osób, co było nie lada osiągnięciem. Pojazd nie miał wentylacji, co powodowało, że gazy spalinowe i prochowe wywoływały często omdlenia i zatrucia załogi. Zbiornik czołgu mieścił 210 litrów paliwa, które umożliwiały przejechanie zaledwie 30 kilometrów. Po pokonaniu trasy 100 kilometrów pojazd wymagał natomiast wymiany wielu części. Czołgi nie miały radiostacji i do porozumiewania się na większe odległości wykorzystywano gołębie pocztowe. Ich uzbrojenie mieściło się w bocznych wieżach – sponsonach. Połowa wozów posiadała po 5 karabinów maszynowych, a pozostałe po dwa działa 57 mm i trzy karabiny maszynowe. Do pierwszej akcji nad Sommą w 1916 roku skierowano 49 czołgów, z których część w wyniku awarii nie dotarła nawet do niemieckich pozycji. Początkowo Niemców ogarnęła panika, ale szybko nauczyli się je zwalczać, np. strzelając z armat na wprost. W bitwie tej wzięło udział niewiele czołgów i być może jest to jedna z przyczyn braku sukcesów w pierwszych akcjach z ich użyciem.
Jedyną niemiecką konstrukcją z okresu I wojny światowej był nieudany czołg A7V. Za najbardziej udany czołg I wojny światowej uważana jest francuska konstrukcja FT.

### Okres międzywojenny i II wojna światowa

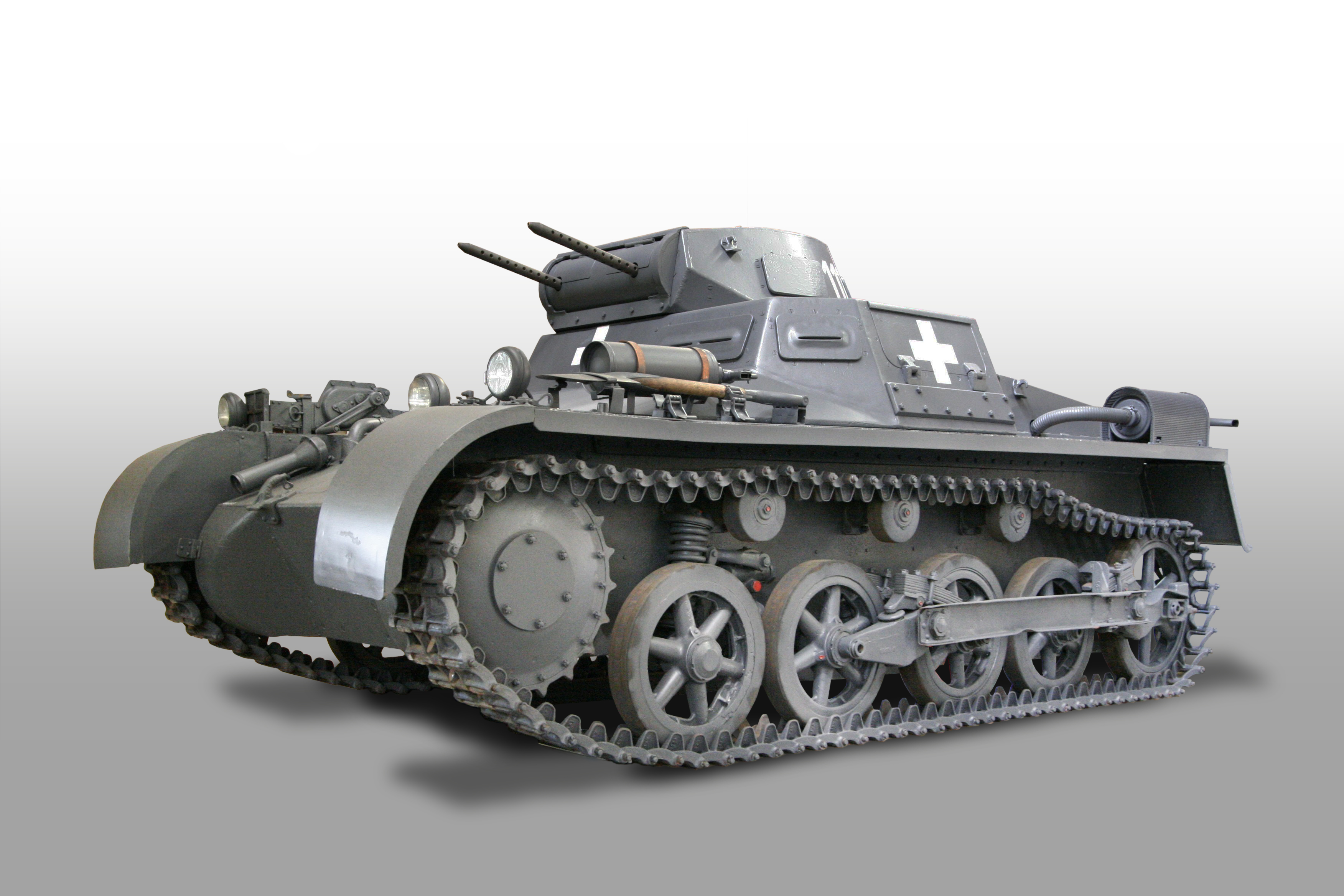
Niemiecki czołg lekki PzKpfw I z okresu międzywojennego

Okres międzywojenny to czas prób i udoskonalania istniejących pomysłów. W większości krajów powstały konstrukcje czołgów „szybkich” i „czołgów piechoty” – przeznaczonych albo do niszczenia czołgów nieprzyjaciela i szybkich ataków na tyły wroga (czołg pościgowy), albo do wsparcia piechoty (czołg piechoty). W III Rzeszy oprócz czołgów lekkich (PzKpfw I, PzKpfw II) zaprojektowano dwa czołgi średnie – PzKpfw III (początkowo z armatą 37 mm, w późniejszym czasie z armatami większego kalibru) przeznaczony do zwalczania pojazdów nieprzyjaciela i PzKpfw IV (początkowo z krótkolufową armatą 75 mm) przeznaczony do wspomagania piechoty. Pierwszymi czołgami uzbrojonymi w armaty „uniwersalne” były radzieckie konstrukcje KW-1 i T-34. Ich długolufowe armaty kalibru 76 mm pozwalały zarówno na używanie skutecznej amunicji przeciwpancernej, jak również odłamkowej lub kruszącej.
Działania wojenne przyniosły ze sobą bezpośrednią konfrontację czołgów. Wszystkie strony wyciągnęły z niej odpowiednie wnioski i powstało dużo nowych konstrukcji. Po stronie radzieckiej powstał IS-2, będący następcą czołgu KW. Miał on 122 mm armatę i pancerz czołowy o grubości 120 mm. Przy masie 46 ton był bardzo groźnym przeciwnikiem dla obu nowych typów czołgów niemieckich: średniego PzKpfw V Panther z 1943 roku i ciężkiego PzKpfw VI Tiger, który pojawił się już pod koniec 1942 roku. Tiger ważył 56 ton, był uzbrojony w znakomitą armatę kalibru 88 mm (przekonstruowana przeciwlotnicza), dwa karabiny maszynowe, rozwijał 37 km/h i miał 102 mm pancerz czołowy. Pod koniec wojny Niemcy wprowadzili odmianę o nazwie Königstiger – czołg ten miał masę 70 ton, wydłużoną armatę kalibru 88 mm o większej prędkości wylotowej pocisków i tym samym większej skuteczności i pancerzu sięgającym 185 mm grubości. Podane wartości pancerza są jednak względne – w momencie wprowadzenia do służby Königstigerów niemiecka stal z braku surowców była już znacznie gorszej jakości niż ta stosowana w czołgach radzieckich czy alianckich. Tygrysy były jednak napędzane jeszcze silnikami benzynowymi, podczas gdy radzieckie od początku wojny miały już wyłącznie silniki Diesla. Silnik Diesla miał tę zaletę, że używane w nim paliwo (w przeciwieństwie do benzyny) rzadziej zapalało się od trafienia czołgu przez wroga. Ponadto silnik Diesla szybciej uzyskuje moment obrotowy, co jest istotne w warunkach terenowych; niemniej osiągał on zdecydowanie niższe moce.

### Rozwój w poszczególnych państwach

#### Niemcy

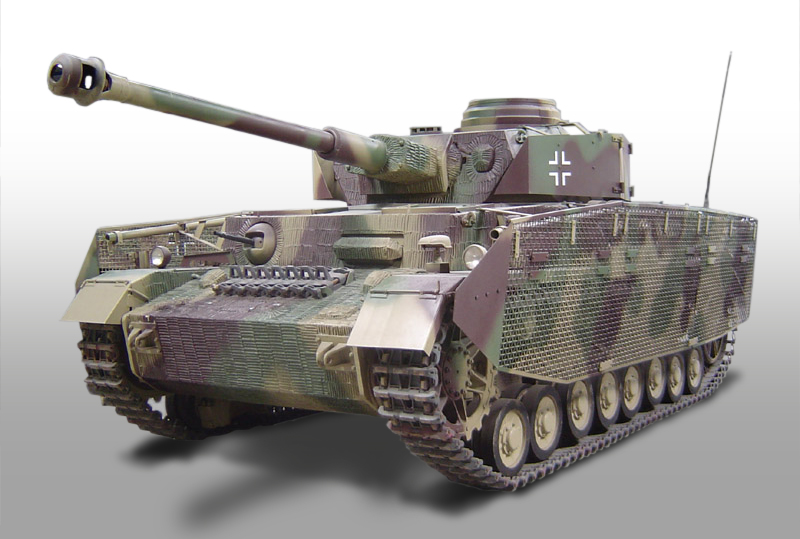
Niemiecki PzKpfw IV z okresu II wojny światowej

W 1931 roku w zakładach Kruppa opracowano na tajne zamówienie Urzędu Uzbrojenia Armii (Heereswaffenamt) dwa modele lekkiego czołgu PzKpfw I i PzKpfw II (PzKpfw – Panzerkampfwagen, czyli „opancerzony wóz bojowy”). Ponieważ traktat wersalski zabraniał niemieckiej Reichswehrze posiadania broni pancernej, czołg oznaczony został LaS (Landwirtschaftlicher Schlepper – ciągnik rolniczy).
Oznaczenie to zmieniono na Panzerkampfwagen I dopiero w 1935 roku, gdy Hitler oficjalnie wypowiedział traktat wersalski. Pierwszy był uzbrojony w dwa karabiny maszynowe kalibru 7,92 mm osadzone w wieży, a drugi miał jeden karabin i działko kalibru 20 mm.
Podstawowy czołg niemiecki okresu II wojny światowej PzKpfw IV został opracowany w 1936 roku. Miał on masę od 18 ton w przypadku pierwszych wersji do 32 ton dla wersji budowanych pod koniec działań wojennych. Uzbrojenie składało się z działa kaliber 75 mm i dwóch karabinów maszynowych kalibru 7,92 mm; załoga składała się z 5 osób.

#### Związek Radziecki

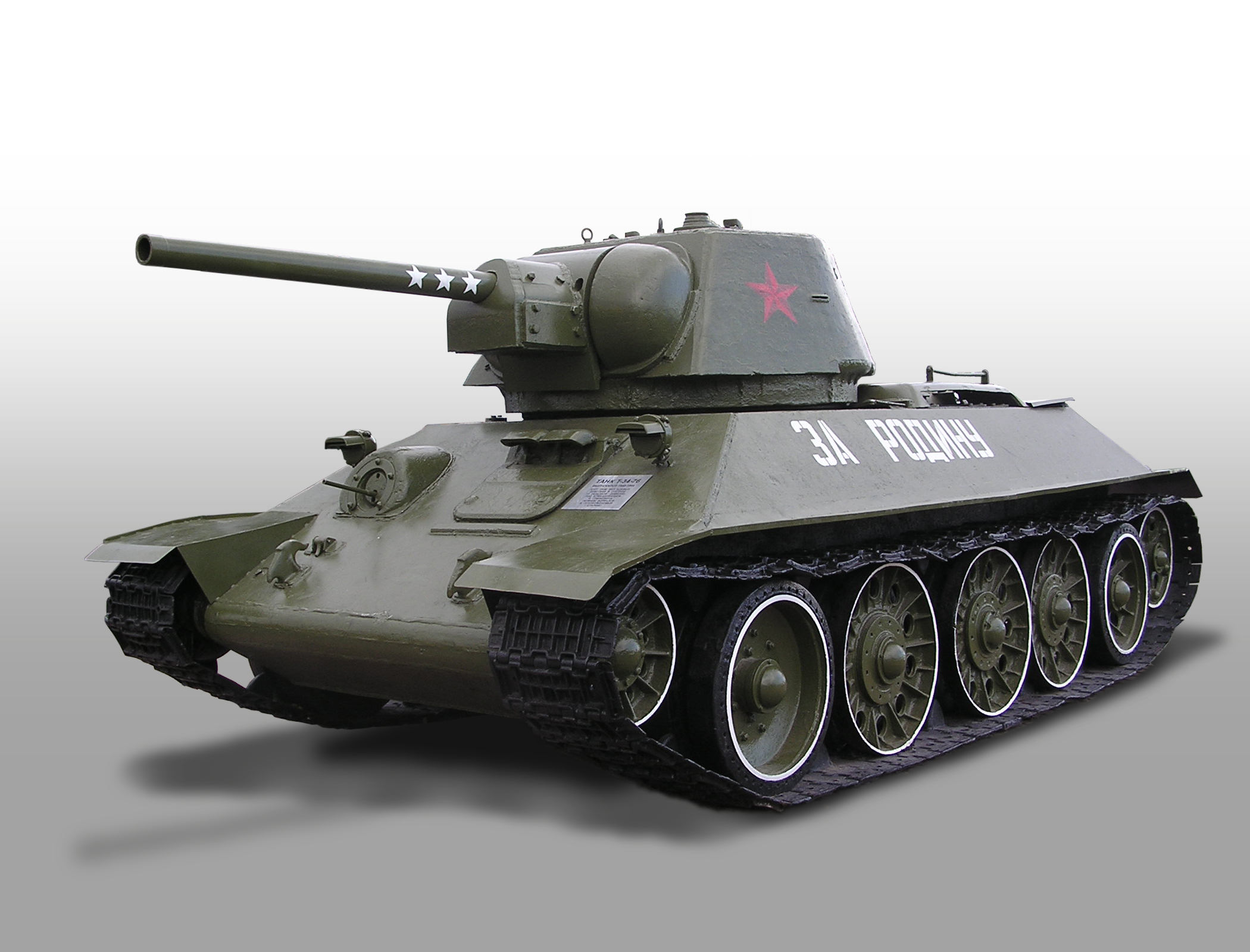
Radziecki czołg średni T-34 z okresu II wojny światowej

Związek Radziecki wprowadził kilka projektów czołgów, które wprawiły w zadziwienie żołnierzy Wehrmachtu swoimi osiągami i sprawnością bojową. Pierwszym z nich był budowany w dużej serii czołg BT (skonstruowany na podwoziu czołgu konstrukcji amerykańskiego inżyniera Christiego) – istniało kilka jego odmian. Cechą wyróżniającą ten wóz była jego ogromna prędkość (BT – bystrochodnyj tank – szybki czołg) – potrafił na dobrej drodze osiągnąć nawet 86 km/h (bez gąsienic, których możliwość zdejmowania była charakterystyczną cechą tego wozu) i był to niekwestionowany rekord aż do końca lat 70. Czołgi serii BT wyposażone były w długolufową armatę kalibru 45 mm, która w zupełności wystarczała do walki z każdym ówczesnym czołgiem. Słabością wozów BT był jednak cienki pancerz (w najlepszym z nich, BT-7, zaledwie 22 mm). Pancerz czołgów produkowanych w czasie I wojny światowej i w okresie międzywojennym miał z założenia zapewniać skuteczną ochronę przed bronią strzelecką piechoty i odłamkami. Wyprodukowano też lekki czołg pływający uzbrojony w karabiny maszynowe, zapewniający wsparcie piechocie podczas pokonywania przeszkód wodnych, żadna z innych armii na świecie nie miała podobnej konstrukcji.
Następną konstrukcją był ciężki czołg przeznaczony do działań przełamujących KW-1 – skrót od Klimient Woroszyłow, jednego z członków politbiura. Ten ciężki i mocno opancerzony czołg wyposażony był w armatę kalibru 76,2 mm i 3–4 karabiny maszynowe, jego załogę stanowiło 5 ludzi. Kolejne wersje czołgu KW to KW-2 i KW-85. Dalszy rozwój tej konstrukcji doprowadził do powstania czołgu IS (Iosif Stalin). Istniało kilka wersji czołgu IS. Były to wersje od IS-1 do IS-4. Po wojnie w oparciu o czołg IS-3 skonstruowano ciężki czołg T-10, który zakończył służbę w armii rosyjskiej w 1993 r.
Czołg T-34 jest z pewnością najbardziej znanym radzieckim czołgiem II wojny światowej. Podstawowe parametry określające ten skonstruowany w 1940 roku i wyprzedzający swoją epokę o kilka lat czołg średni to: 25 ton masy, armata kalibru 76,2 mm, 55 km/h i zasięg do 300 km dzięki znakomitemu silnikowi Diesla. W 1943 r. udoskonalono go jeszcze bardziej, wymieniono armatę na kalibru 85 mm, co dało mu jeszcze większą siłę i możliwość walki nawet z czołgami ciężkimi typu „Tygrys”. Jeszcze podczas wojny Sowieci próbowali skonstruować godnego następcę T-34. Powstał więc czołg T-43. Różnił się od T-34 przede wszystkim grubszym pancerzem, jednak nie był to jeszcze czołg, jakiego oczekiwali konstruktorzy. Tak więc prace nad następcą T-34 trwały nadal i zaowocowały powstaniem czołgu T-44. Rozwinięciem tej konstrukcji był czołg T-54/T-55, który stał się najbardziej rozpowszechnionym na świecie czołgiem podstawowym. Znajduje się on do dziś w armiach kilkudziesięciu państw świata.
W 1941 roku siły zbrojne Trzeciej Rzeszy na froncie wschodnim nie posiadały ani jednego czołgu ciężkiego, niewiele zaś czołgów niemieckich było w stanie nawiązać równorzędną walkę z czołgami radzieckimi. W początkowym okresie wojny Niemcy zmuszeni byli niszczyć średnie oraz ciężkie czołgi radzieckie w znacznej mierze armatami przeciwlotniczymi Flak oraz za pomocą lotnictwa i w walce manewrowej. Sukcesy zawdzięczali lepszej organizacji taktycznej oraz łączności – na początku wojny radzieckie wozy bojowe nie posiadały radiostacji (w radiostacje były wyposażone czołgi dowodzenia).
21 czerwca 1941 r. Armia Czerwona miała na stanie 677 czołgów KW i 1363 czołgi T-34.

#### Polska
Pierwszymi czołgami użytkowanymi w Wojsku Polskim było 120 francuskich czołgów (Renault) FT, które w 1919 roku weszły na stan 1 Pułk Czołgów w Armii Polskiej we Francji pod dowództwem gen. Hallera. Zostały one użyte podczas wojny polsko-bolszewickiej w 1920 roku.
W latach 30. na uzbrojenie polskich wojsk pancernych weszły także dwie polskie konstrukcje tankietka TKS oraz czołg 7 TP, który był unowocześnioną modyfikacją czołgu angielskiego Vickers E. 7TP był pierwszym seryjnie produkowanym czołgiem z wysokoprężnym silnikiem Diesla, a także pierwszym wozem bojowym z peryskopem odwracalnym konstrukcji Rudolfa Gundlacha. Oprócz Vickersa polska armia użytkowała także inne importowane zachodnie konstrukcje, jak francuskie Renault R-35 i Hotchkiss H-35.

#### Stany Zjednoczone

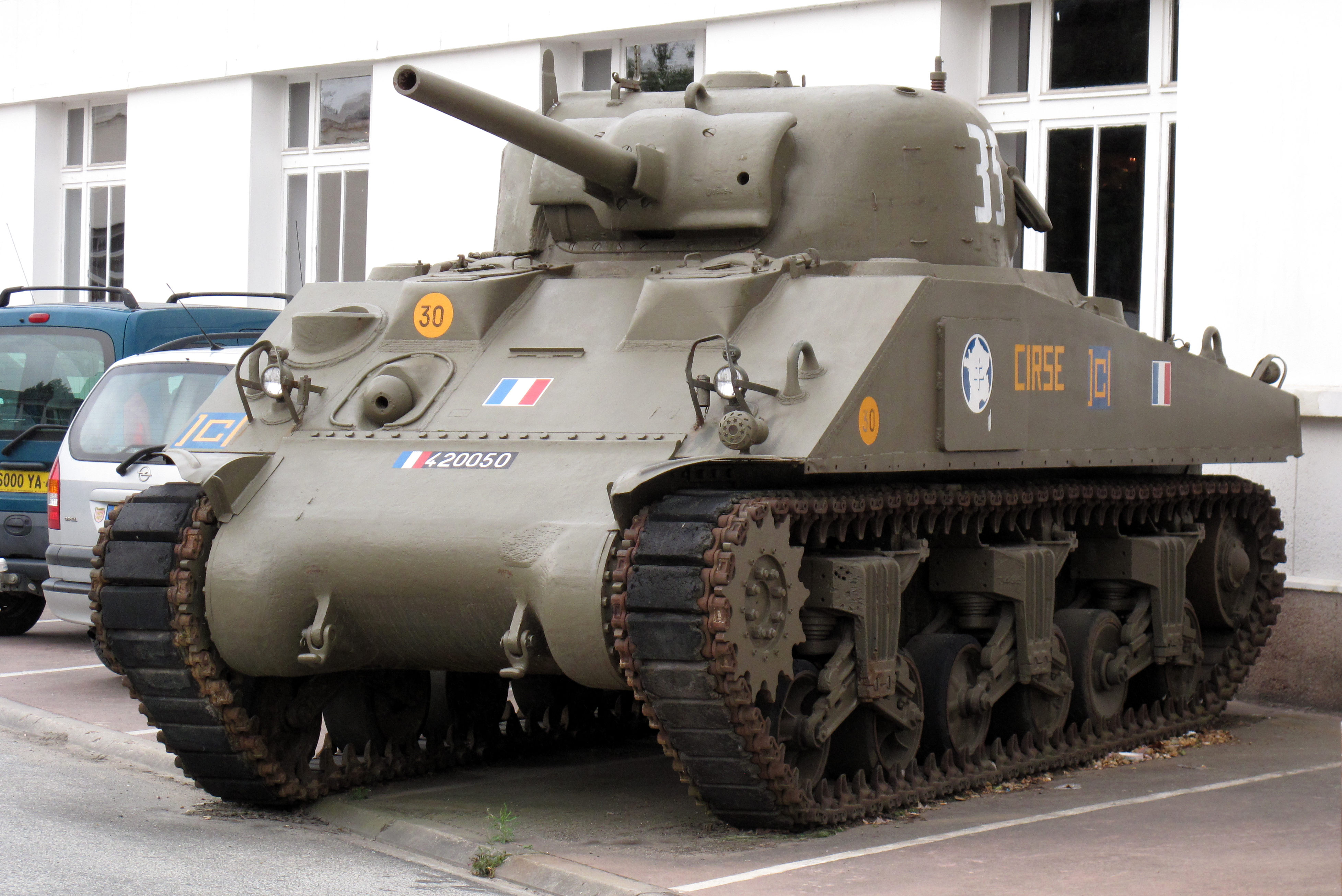
Amerykański czołg średni M4 Sherman z okresu II wojny światowej

Amerykańskie wojska lądowe używały kilku typów czołgów. Najpowszechniejszym był M4 Sherman, opracowany w 1940 roku. Początkowo miał masę 31 ton i krótkolufową armatę kalibru 75 mm; pod koniec wojny pojawiły się wersje z armatami: długolufową kalibru 76 mm, brytyjską 17-funtową (76,2 mm), a nawet haubicą 105 mm. Zaletą tego czołgu była przede wszystkim łatwość jego masowej produkcji (podobnie jak T-34), a przez to duża przewaga liczebna nad czołgami niemieckimi (w sumie, do zakończenia produkcji w 1945 roku, powstało ponad 40 tysięcy czołgów M4). Do najważniejszych wad natomiast należały wysoka sylwetka i słabe opancerzenie względem niemieckiej broni przeciwpancernej, przystosowanej do zwalczania znacznie lepiej opancerzonych radzieckich czołgów oraz niska siła ognia, szczególnie w wypadku wozów z podstawową armatą 75 mm.

### Okres powojenny

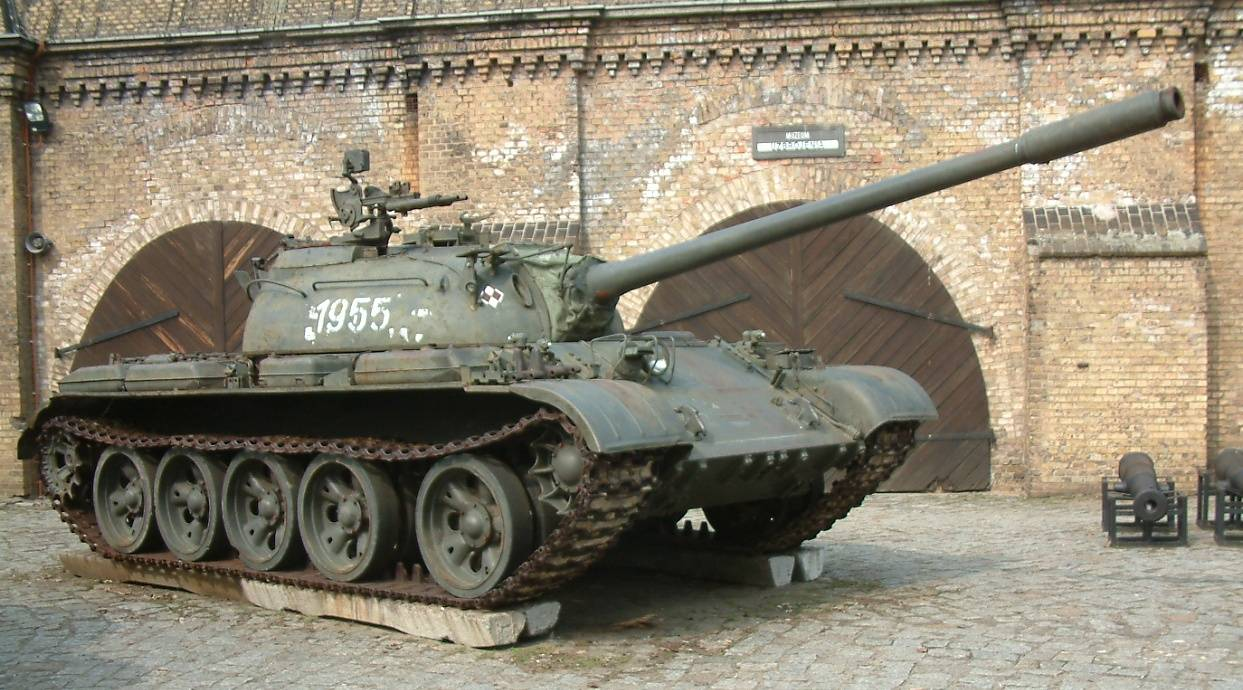
Radziecki czołg podstawowy I generacji T-55 z okresu zimnej wojny

Okres powojenny przyniósł ze sobą na początku zastój nowych konstrukcji, co najwyżej dokańczanie starych i dalekie ich udoskonalanie, tak jak np. radziecki T-54, którego wersja rozwojowa T-55 była produkowana do roku 1981. Nowe impulsy pojawiły się w latach sześćdziesiątych. W tym okresie zanikł definitywnie podział na czołgi lekkie, średnie i ciężkie, a za to wykształciła się koncepcja czołgu podstawowego (MBT, Main Battle Tank). Wtedy pojawiły się i weszły do masowego użycia nowe wynalazki, zasadniczo zmieniające wygląd pola bitwy, czyli śmigłowce bojowe i przeciwpancerne pociski kierowane. Na początku kierowanie było przewodowe, z czasem użyto lasera jako środka naprowadzającego. Wtedy Armia Radziecka wprowadziła czołgi T-62 z armatami gładkolufowymi zamiast gwintowanych.
Stabilizacja armat, na początku tylko w pionie, a potem także w poziomie, stała się normą. W latach 70. nastąpił gwałtowny skok w technice, pojawiły się nowe rodzaje pancerzy niestalowych, termowizory, dalmierze laserowe, określające odległość z dokładnością do kilku centymetrów, oraz nowe rodzaje środków przeciwpancernych.

### Współczesność
Czołgi nadal są podstawowym narzędziem na polu bitwy, jednak wyrósł im bardzo groźny rywal w postaci śmigłowca szturmowego wyposażonego w najnowsze systemy zwalczania czołgów. Jednak przepowiednie z początku lat 90. o nadchodzącym końcu ery czołgów, na razie się nie sprawdziły, czego dowodzą prace USA i innych państw nad IV generacją czołgów.